# Вест-Блоктон (Алабама)
Вест-Блоктон (англ. West Blocton) — місто (англ. town) в США, в окрузі Бібб штату Алабама. Населення — 1217 осіб (2020).

## Географія
Вест-Блоктон розташований за координатами 33°7′7″ пн. ш. 87°7′28″ зх. д. / 33.11861° пн. ш. 87.12444° зх. д. (33.118642, -87.124437).  За даними Бюро перепису населення США в 2010 році місто мало площу 11,89 км², з яких 11,83 км² — суходіл та 0,06 км² — водойми. В 2017 році площа становила 12,49 км², з яких 12,43 км² — суходіл та 0,06 км² — водойми.

## Демографія
Згідно з переписом 2010 року, у місті мешкало 1240 осіб у 494 домогосподарствах у складі 341 родини. Густота населення становила 104 особи/км².  Було 576 помешкань (48/км²).
Расовий склад населення:
| - 85,6 % — білих - 13,2 % — чорних або афроамериканців - 0,4 % — корінних американців - 0,1 % — азіатів |

До двох чи більше рас належало 0,6 %. Частка іспаномовних становила 0,1 % від усіх жителів.
За віковим діапазоном населення розподілялося таким чином: 22,8 % — особи молодші 18 років, 59,5 % — особи у віці 18—64 років, 17,7 % — особи у віці 65 років та старші. Медіана віку мешканця становила 41,1 року. На 100 осіб жіночої статі у місті припадало 93,1 чоловіків;  на 100 жінок у віці від 18 років та старших — 92,6 чоловіків також старших 18 років.
Середній дохід на одне домашнє господарство  становив 41 992 долари США (медіана — 36 250), а середній дохід на одну сім'ю — 47 549 доларів (медіана — 43 098). За межею бідності перебувало 31,6 % осіб, у тому числі 40,6 % дітей у віці до 18 років та 17,1 % осіб у віці 65 років та старших.
Цивільне працевлаштоване населення становило 331 осіб. Основні галузі зайнятості: освіта, охорона здоров'я та соціальна допомога — 21,8 %, роздрібна торгівля — 16,9 %, виробництво — 16,6 %.